# Eric Lockett
Eric Christopher Lockett (Atlanta, Georgia, 25 de diciembre de 1995) es un baloncestista estadounidense, que pertenece a la plantilla del Atomerőmű SE de la Nemzeti Bajnokság I/A, la primera categoría del baloncesto húngaro. Con 1,96 metros de estatura, juega en la posición de alero.

## Trayectoria deportiva

### Universidad
Jugó una temporada en la Universidad George Mason con los George Mason Patriots durante la temporada 2014-15. Al año siguiente, ingresó en Chipola Community College. En 2016, firma por los Florida International Golden Panthers de la Universidad Internacional de Florida en el que juega durante dos temporadas hasta 2018. En la temporada 2018-19, su última universitaria jugaría en los NC State Wolfpack de la Universidad Estatal de Carolina del Norte.

### Profesional
Tras no ser elegido en el Draft de la NBA de 2019, el 29 de febrero de 2020, firma por el Bristol Academy Flyers de la British Basketball League por temporada y media. En la temporada 2019-20, disputa 4 partidos en los que promedia 14,50 puntos.
En la temporada 2020-21, promediaría la cifra de 14,77 puntos en 30 encuentros disputados.
Tras dos temporadas en el conjunto británico, el 16 de septiembre de 2021, Lockett fichó por Aris de la A1 Ethniki, la primera categoría del baloncesto griego.